# Geschichte der Stadt Volkach

Das Wappen der Stadt Volkach

Die Geschichte der Stadt Volkach umfasst die Entwicklungen auf dem heutigen Gebiet der Stadt Volkach von der ersten Besiedlung bis zur Gegenwart. Im Jahr 906 nach Christus wurde der Ort erstmals erwähnt. Es vergingen noch einige Jahrhunderte, bis Volkach 1258 erstmals als Stadt bezeichnet wurde. Zunächst Teil der Grafschaft Castell, kam die Stadt bis zum Ende des Mittelalters in die Hände des Fürstbischofs von Würzburg, der aus ihr eine seiner Amtsstädte machte. Mit der Neuzeit verlor die Stadt viele ihrer Privilegien und ist heute Mittelzentrum im bayerischen Landkreis Kitzingen.

## Vor- und Frühzeit

### Frühe Besiedlung (bis 250 n. Chr.)

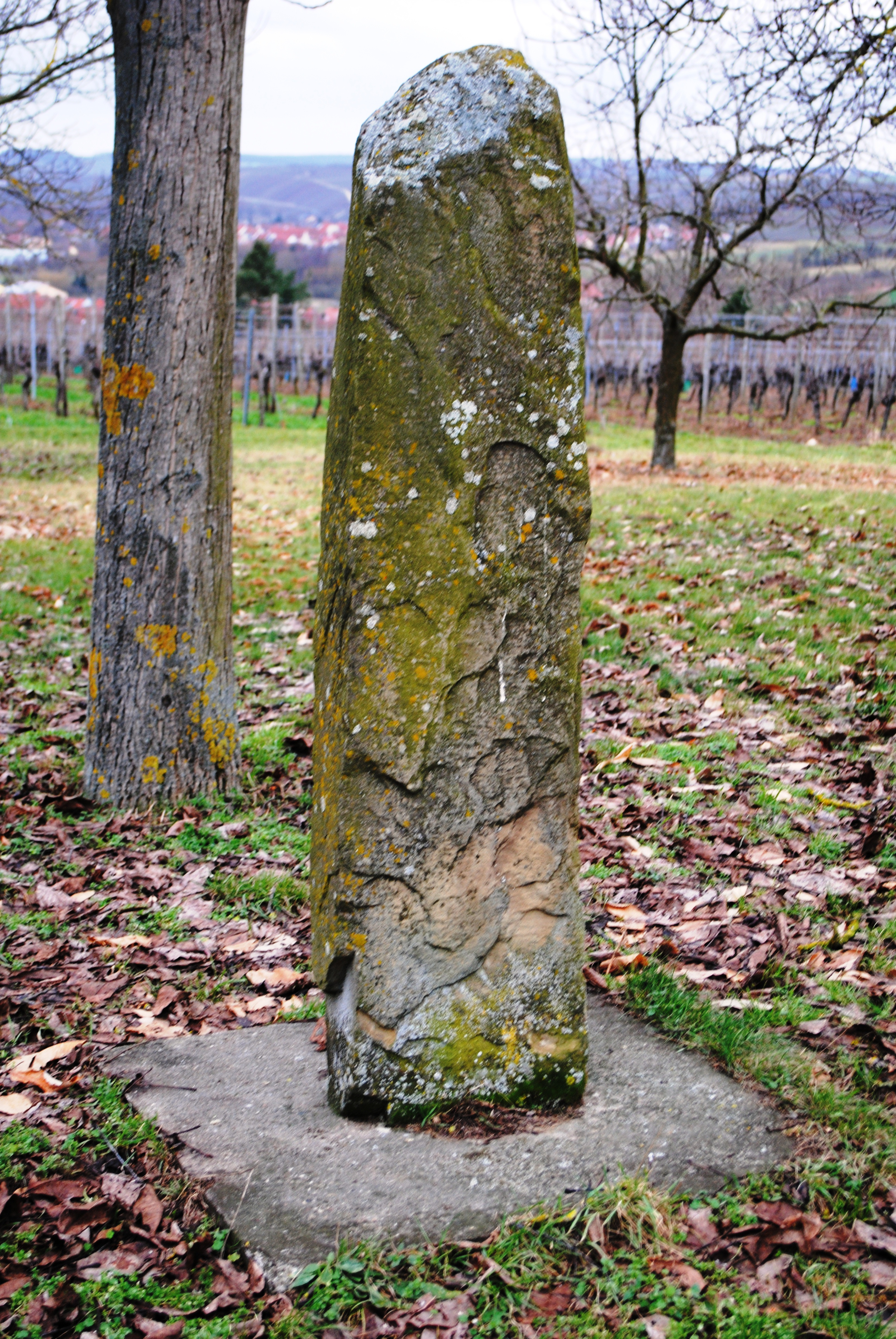
Spuren der Latènekultur im Osten der Stadt

Erste Spuren menschlicher Besiedlung im Bereich der Mainschleife stammen aus dem Paläolithikum. Am Ende der letzten Eiszeit war die Region um Volkach von Tundravegetation bedeckt, die den Jägern und Sammlern der Altsteinzeit nur wenig zu jagendes Wild bot. Dennoch belegen Gerätefunde und der Backenzahn eines Mammuts südlich der heutigen Stadt Volkach das frühe Auftauchen des Menschen in der Region. Kultisches Zentrum war in dieser Zeit der Vogelsberg, auf dem sich heute das Kloster Vogelsburg befindet.
In der Jungsteinzeit besiedelten die Bandkeramiker die Mainschleife. Wiederum bildete der vom Main umflossene Berg den Mittelpunkt der Besiedlung: Die typischen Schalen aus Ton wurden auf dem Vogelsberg gefunden. Der Siedlungsbezirk der Kultur reichte aber wesentlich weiter und umfasste die Gebiete der heutigen Dörfer Neusetz, Fahr, Ober- und Untereisenheim und Prosselsheim. Die Siedlungen entstanden vor allem an den Mainfurten und erlaubten den Menschen der Jungsteinzeit einen leichten Übergang.
Wie in den Jahrtausenden zuvor blieb die Mainschleife auch während der Bronzezeit besiedelt, auch wenn die Siedlungsstelle Volkach selbst nicht durch Funde belegt ist. Insbesondere Hügelgräber in Dimbach, Gaibach und Untereisenheim stützen die Annahme, dass eine Besiedlungskontinuität von der spätneolithischen Becherkultur bis zur Hügelgräberbronzezeit existierte. Die Menschen der Urnenfelderkultur eroberten im zwölften vorchristlichen Jahrhundert die Befestigungen an der Mainschleife.
Zum Beginn der Eisenzeit im 7. vorchristlichen Jahrhundert übernahmen die Menschen der Latènekultur die Siedlungen in der Region um Volkach. Die Angehörigen der Kelten mischten sich mit der einheimischen Bevölkerung und bauten den Vogelsberg zu ihrer Residenz in der Region aus. Ähnlich dem Würzburger Marienberg entstand ein Königssitz und Verehrungsort für die keltischen Götter auf dem Berg.  Um die Zeitenwende verließen mehr und mehr Germanen ihre nördlichen Siedlungsgebiete und rückten bis zur Mainschleife vor. Als keltischer Rückzugsort könnte zu dieser Zeit der Kirchberg am Rande Volkachs besiedelt worden sein.

### Völkerwanderung (bis 704 n. Chr.)
Erste germanische Siedler an der Mainschleife waren zunächst die Sueben, die aus dem Gebiet des heutigen Sachsen stammten. Insbesondere der Stamm der Markomannen besiedelte die Region um Volkach; Spuren dieses Stammes sind vor allem für das 1. Jahrhundert zu finden. Sie wurden im 2. Jahrhundert von den aus Westen eindringenden Alemannen verdrängt, auf die die Stadt Kitzingen zurückgehen sollte. Bis zum 3. oder 4. Jahrhundert war die Mainschleife in alemannischer Hand.
Etwa um das Jahr 500 folgten ihnen die westgermanischen Thüringer und blieben bis in die Mitte des 6. Jahrhunderts an der Mainschleife. Nach mehreren kriegerischen Auseinandersetzungen mit den vorrückenden fränkischen Siedlern unter ihrem König Theuderich mussten sie das Gebiet räumen. Im Jahr 704 wurde dann Würzburg, das künftige Zentrum der Region, erstmals erwähnt. Mit den fränkischen Kolonisten setzte eine, von König und Adel getragene, staatliche Entwicklung ein.

## Mittelalter

### Gründung und erste Erwähnung (bis 906)

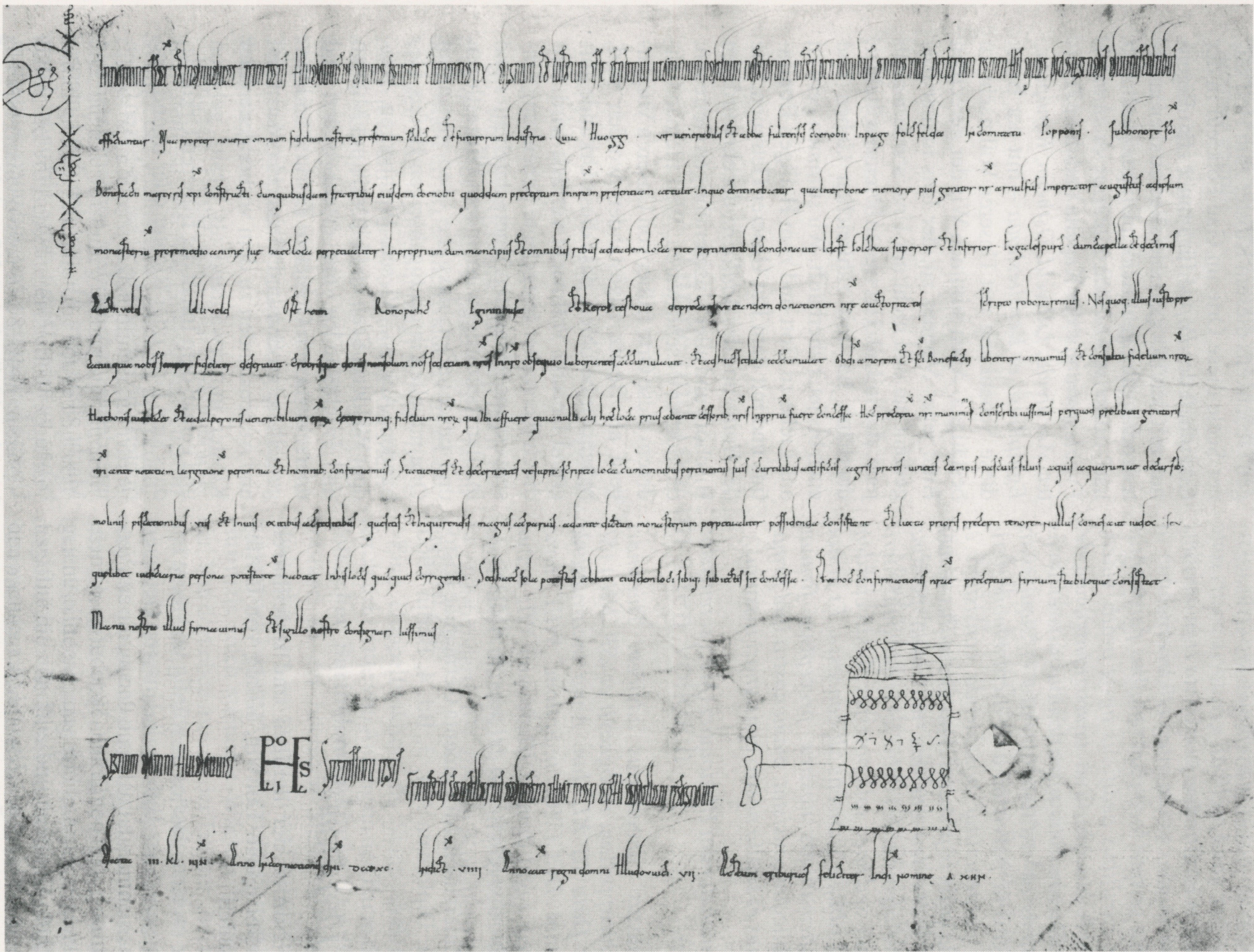
Die Urkunde von 906

Wann genau die Besiedlung des Ortes erfolgte, an dem sich heute die Stadt Volkach befindet, liegt im Unklaren. Sicher ist jedoch, dass der Name der Siedlung aus frühgermanischer Zeit stammt. Die Endung -ach kommt vom Althochdeutschen aha, was „Gewässer“ oder „fließendes Wasser“ bedeutete. Volkach war ein Dorf von Wehrbauern, die unterhalb der befestigten Vogelsburg an der Main-Mündung eines kleinen Flusses lebten. Siedlungszellen waren das Gebiet des heutigen Klosters St. Maria im Südwesten der Stadt und der Kern des heutigen Obervolkach.
Das Dorf war dem fränkischen Königshof Prosselsheim zugeordnet, der sich bei der Kolonisation als verwalterisches Zentrum etabliert hatte. Daneben bildete weiterhin die Vogelsburg den geistlichen Mittelpunkt der Siedlung, sie übte Pfarreifunktionen aus und war Sitz eines Vogtes, der die königliche Verwaltung repräsentierte. Um das Dorf Volkach herum bildete sich bald einer der Urgaue des Frankenreichs, das sogenannte Volkachfeld, später Volkfeld genannt. Benannt wurde der Verwaltungsbezirk nach dem Hauptfluss Volkach, der seinen Namen von der befestigten Siedlung am Main hatte.
Das homogene, fränkisch-karolingische Krongut wurde im Laufe des 8. und 9. Jahrhunderts zerschlagen. Zunächst verlor bis spätestens 742 die Vogelsburg ihre pfarrlichen Funktionen an der Mainschleife gegen den, auf der anderen Mainseite gelegenen Kirchberg, auf dem sich heute die Kirche Maria im Weingarten befindet. Zum anderen vergaben die fränkischen Könige mehr und mehr Besitzungen an Adelige und Klöster der näheren und weiteren Umgebung, um sich hierdurch deren Loyalität zu versichern.
Erstmals im Jahr 788 wurde ein Höriger aus Volkach überliefert, der dem Kloster Fulda untertan war. Im Jahr 889 fiel dann der größte Teil der Mainschleife an die Abtei. Kaiser Arnulf sicherte der Bonifatiusabtei große Gebiete am Main zu und zerschlug so das alte Königsland endgültig. In einer Urkunde aus dem Jahr 906, die sein Sohn Ludwig das Kind ausstellte, wurden die Schenkungen bestätigt. „Folchaa superior et inferior, Fugalespurc“ und mehrere weitere Orte kamen unter die Klosterherrschaft.
Bemerkenswert ist die Tatsache, dass anstatt eines Dorfs Volkach zwei, ein oberes (lat. inferior) und ein unteres (lat. superior), genannt werden. Es ist davon auszugehen, dass sich die zwei Siedlungszellen aus frühgermanischer Zeit auseinanderentwickelt hatten. Zum Siedlungskern an der Flussmündung war eine Hörigensiedlung hinzugekommen, die durch einen frühen Marktort am heutigen Oberen Markt ergänzt wurde.  Das heutige Obervolkach war ein eigenständiges Dorf geworden.

### Vom Dorf zur Stadt (bis 1258)

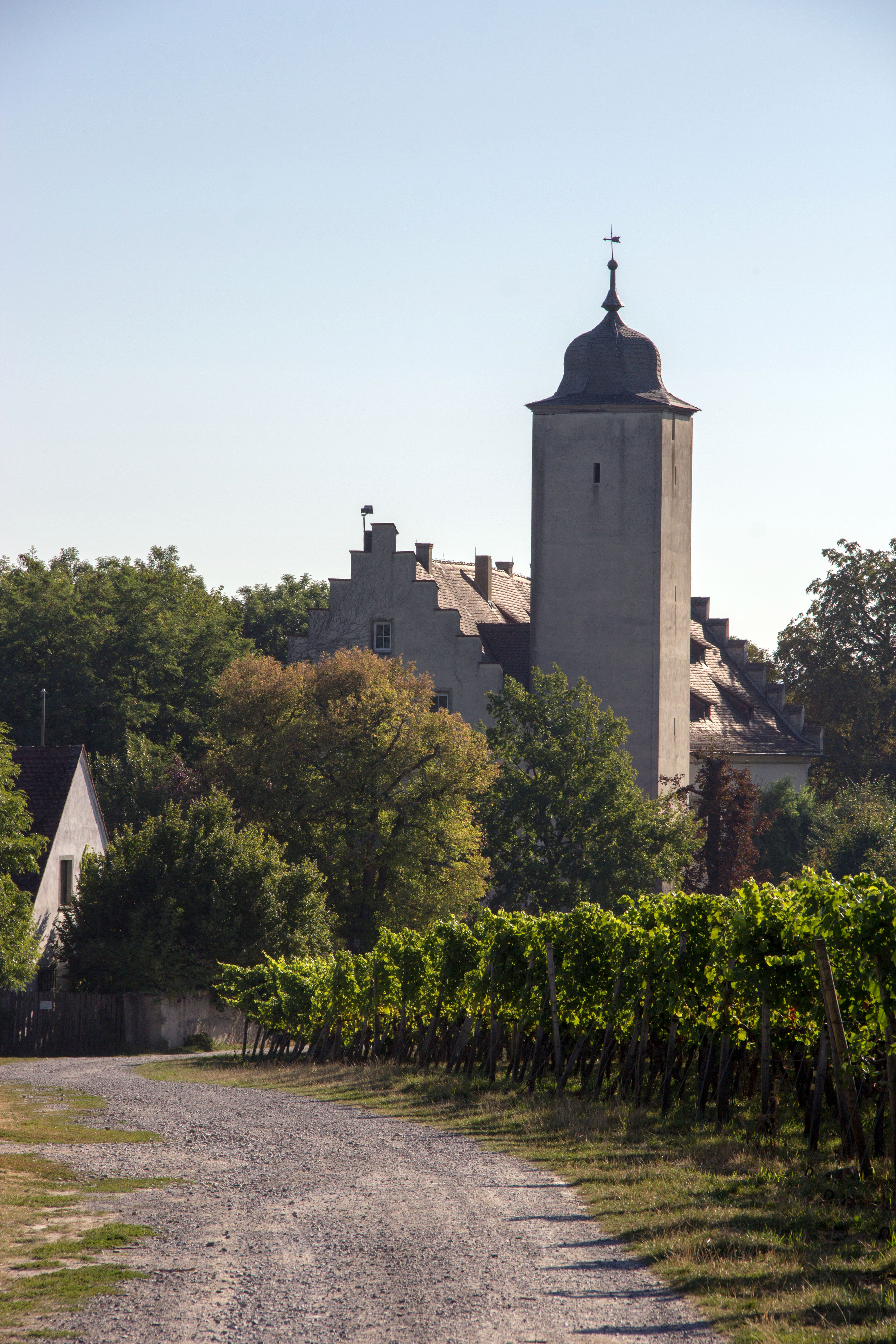
Die Burg Hallburg – Zollburg Volkachs

Nach dem ersten Beleg für die Existenz des Dorfes Volkach dauerte es wiederum fast 300 Jahre, bis der Ort erneut in den Quellen Erwähnung fand. Die Besitzverhältnisse an der Mainschleife hatten sich inzwischen wieder vollständig geändert: Die Abtei Fulda hatte sich aus der Region zurückgezogen, da die Gewinne ihrer Güter mehr und mehr zurückgingen und die Verwaltung der unrentablen Höfe zu teuer wurde.
Gleichzeitig war insbesondere das 11. und 12. Jahrhundert mit dem Aufstieg der regionalen, geistlichen und weltlichen Fürstentümer verbunden. Im Schatten des Hochstifts Würzburg etablierten sich an der Mainschleife die Herren von Castell. Wie Volkach in die Hände der späteren Casteller Grafen gelangte, liegt allerdings im Unklaren. Sie waren wohl als Vögte des Klosters aufgetreten und hatten, als der Einfluss der Abtei schwächer wurde, Grundherrenrechte im Dorf übernommen.
Zwischen den Jahren 1190 und 1213 tauchte ein „Heroldus de Volcaha“, ein Herold in castellischen Diensten, als Zeuge auf einer Urkunde auf. Ab diesem Zeitpunkt fließen die Quellen wieder regelmäßiger. Volkach wurde Sitz eines Notars und eines Vogtes, die beide im Jahr 1244 überliefert sind. Gleichzeitig hatte auch das Würzburger Bistum Einfluss im Dorf, ein Ministerialer, Albert, wurde 1231 erstmals genannt.
Die Grafen versuchten, durch Befestigungen auf den umliegenden Bergen ihren Einfluss an der Mainschleife auszubauen. Im 13. Jahrhundert wurde die Hallburg gebaut, im Jahr 1225 die Stettenburg erstmals erwähnt, sodass nun drei Burgen, die Vogelsburg, die Stettenburg und die Hallburg, um das aufsteigende Dorf am Main gruppiert waren. Gleichzeitig gelang es den Castellern, die Stellung Volkachs als Marktzentrum der Region auszubauen, der Marktort war die Obere Vorstadt. Zusätzlich etablierte sich eine Fischersiedlung am Volkachbach.
Schnell war das Dorf wichtigster Ort des gräflichen Besitzes geworden und man umgab es mit einer Ringmauer. Diese erneute Aufwertung führte im Laufe des 13. Jahrhunderts zu einer „schleichenden“ Stadtwerdung Volkachs, die sich vor allem in den Bezeichnungen in Urkunden niederschlug. Tauchte 1230 noch „villa“, also Dorf, in den Ortsbezeichnungen auf, wurde 1258 von der „civitas“, der Stadt Volkach, gesprochen. Eine offizielle Stadterhebung Volkachs erfolgte allerdings wohl nie.

### Unter den Grafen von Castell (bis 1328)

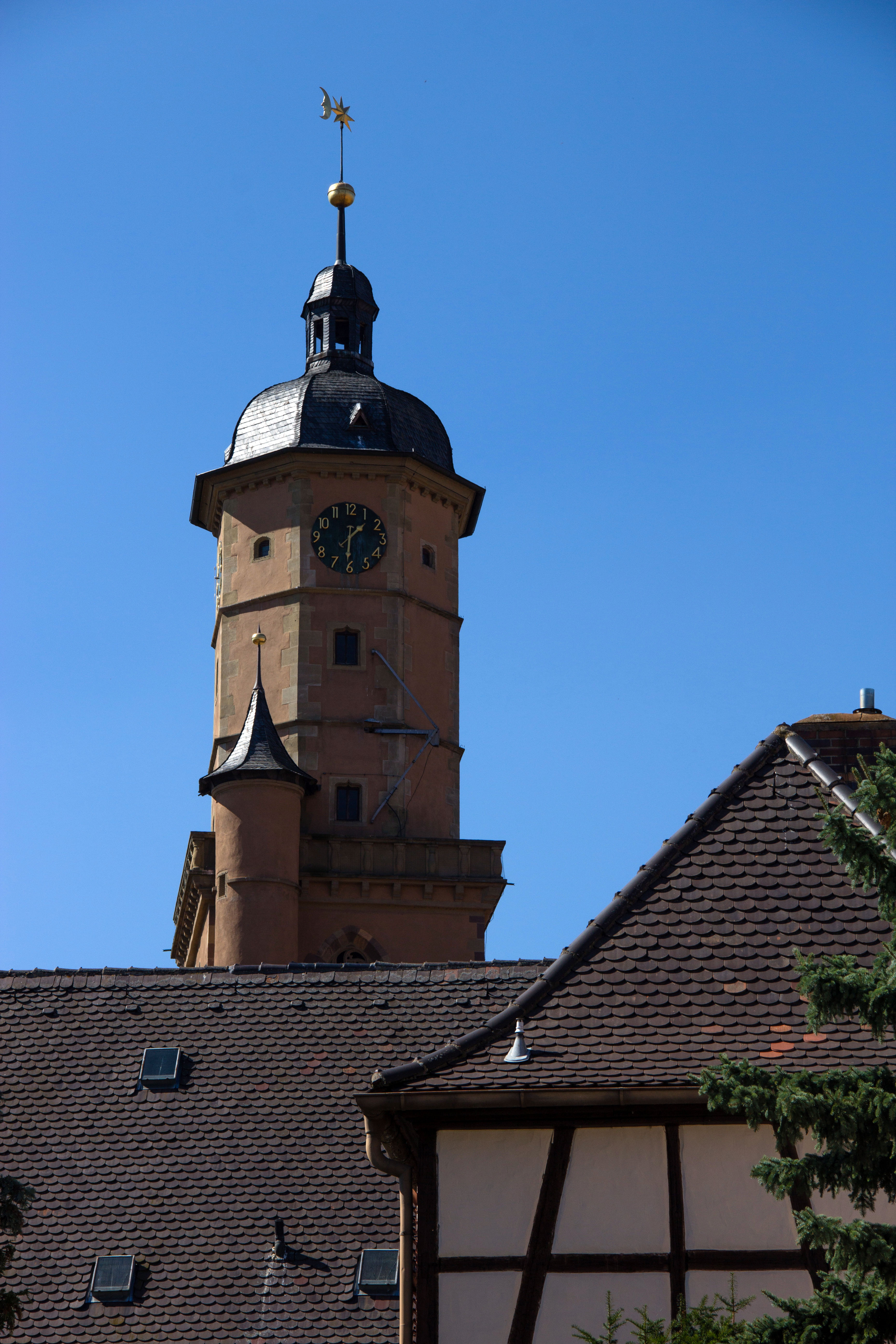
Der Turm der Pfarrkirche St. Bartholomäus

Mit der Stadtwerdung Volkachs ging eine infrastrukturelle und handelspolitische Umorientierung einher, die bereits in den Jahrhunderten zuvor die Mainschleife ergriffen hatte. Die Ost-West-Achse von Prosselsheim über die Vogelsburg und weiter nach Volkach und Bamberg verlor ihre verkehrswichtige Bedeutung, stattdessen verlagerten sich die Handelswege auf die Nord-Süd-Straße von Ansbach nach Schweinfurt. Dies zeigte sich auch in der Ausrichtung der Zweitorestadt Volkach, deren Hauptstraße von Norden nach Süden verlief.
Durch diese Neuausrichtung blühte Volkach weiter auf. Als einzige Stadt der Grafschaft Castell wurde der Ort Verwaltungssitz und Schreibstätte, als wichtiger Übergangsort am Main konnte hier außerdem Zoll auf verschiedene Handelswaren erhoben werden. Innerhalb der Grafenfamilie von Castell kam es Mitte des 13. Jahrhunderts, nach dem Tod des Friedrich I., allerdings zu Spaltungen, die auch die Stadt Volkach betrafen.
Die Söhne des Friedrich, Heinrich und Hermann von Castell, gehörten unterschiedlichen Lagern an. Während Hermann den Interessen des Würzburger Hochstifts näherstand, gehörte Heinrich den mit Würzburg verfeindeten Hennebergern an. Diese Kluft führte in den Jahren 1265/1267 zur Linienspaltung des Hauses Castell und zur Aufteilung des Besitzes der Brüder. Auch die Stadt Volkach war hiervon betroffen, ein Teil wurde Heinrich zugesprochen, der andere kam an Hermann.
Zur gleichen Zeit mussten die zerstrittenen Grafen auch ihre Burg im Osten Volkachs aufgeben. Die Stettenburg verfiel fortan und war nicht mehr länger befestigter Zollposten. Ähnlich erging es der Vogelsburg, ihr Besitzer Graf Hermann ließ die verfallende Wehranlage 1282 in ein Karmelitenkloster umwandeln, das er als Grablege für sich und seine Familie auserkor. Damit blieb nur noch die Hallburg als befestigte Burg an der Mainschleife.
Nichtsdestotrotz erhielt die Stadt um 1300 eigene Gewichte und Maße, die zu einer weiteren Handelskonzentration führen sollten. Gleichzeitig begann der Niedergang des Kirchbergs außerhalb der Stadt, der jahrhundertelang als Urpfarrei für die Gemeinden der Mainschleife gedient hatte. Die Volkacher Bürger wollten nicht länger den weiten Weg zum Berg auf sich nehmen und etablierten in einer Kapelle in der Stadt die neue Pfarrei, aus der später die Kirche St. Bartholomäus und St. Georg entstehen sollte.
Mit dem Tod des Heinrich von Castell wurde seine Stadthälfte 1311 wiederum unter den Söhnen aufgeteilt. Rupert und Hermann II. weilten häufig außerhalb der Grafschaft und verpfändeten ihre Stadtviertel wegen ihrer Schulden an verschiedene andere Grundherren, konnten jedoch ihren Besitz immer wieder zurückkaufen. Auch Hermann I., ihr Onkel, versetzte seinen Anteil an der Stadt an die Grafen von Hohenlohe. Nachdem die Frist zum Rückkauf verstrichen war, verkaufte Heinrich von Hohenlohe am 27. Oktober 1328 die Hälfte der Stadt Volkach an die Würzburger Fürstbischöfe.

### Teilung der Stadtherrschaft (bis 1520)

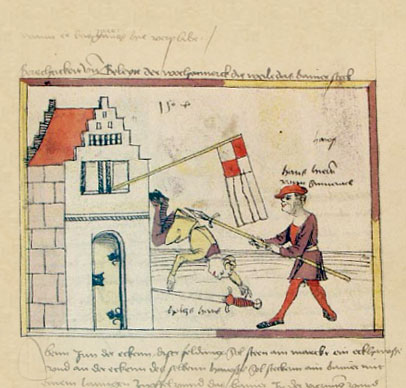
Das Marktgeleit unter der Flagge der Grafen von Castell, Miniatur aus dem Volkacher Salbuch

Fortan war die Stadtherrschaft aufgeteilt, eine Hälfte hatte der Würzburger Fürstbischof inne, die andere Hälfte wurde nach dem kinderlosen Tod der Grafen Rupert und Hermann II. in den Jahren 1314 und 1331 dem Sohn Hermanns I. übergeben. Friedrich III. von Castell setzte für seine Hälfte einen Schultheißen ein, sodass beide Herren nun Vertreter in Volkach hatten. Die Teilung der Stadt wurde auch auf dem, für diese Zeit erstmals überliefertem, Wappen bildhaft dargestellt: Neben dem Rechen des Bistums, tauchte das Geviert von Castell auf.
Die Grafen teilten nach dem Tod des Friedrich allerdings ihren Herrschaftsbereich für einige Jahre erneut zwischen den Söhnen Hermann III. und Friedrich III. auf. Ab 1360 blieb Volkach wiederum etwa dreißig Jahre unter drei Herren aufgeteilt. Erst als Hermanns Sohn Wilhelm die Witwe seines verstorbenen Onkels, Adelheid von Nassau, heiratete, war um 1390 die Casteller Stadthälfte Volkachs wieder in einer Hand vereint.
Obwohl also ständige Herrschaftswechsel die Stadt belasteten, stieg Volkach auch in der zweiten Hälfte des 14. Jahrhunderts weiter auf. Die beiden Stadtherren setzten sich für die Verleihung eines Münzrechts ein, welches Volkach am 24. Juli 1398 von König Wenzel von Luxemburg auch verliehen wurde. Gleichzeitig wurde das Stadtrecht erstmals schriftlich festgelegt, eine Abschrift aus dem Jahr 1404 hat sich erhalten. Zusätzlich erhielt Volkach 1406 offiziell ein Marktrecht von König Ruprecht eingeräumt, das 1451 erneut bestätigt wurde.
Nachdem durch diese schriftlichen Rechte vor allem der Handelsplatz Volkach gestärkt worden war, versuchte die Bürgerschaft ab den zwanziger Jahren des 15. Jahrhunderts auch verwalterische Funktionen in der Stadt zu versammeln. Bisher wurden todeswürdige Delikte vor dem Würzburger Zentgericht in der Amtsstadt Stadtschwarzach abgeurteilt. Im Jahr 1432 erteilte Bischof Johann III. von Grumbach das Recht, in der Stadt Volkach ebenso ein solches Halsgericht abzuhalten.
Unter der Herrschaft des Wilhelm II. von Castell, dem Cousin des ersten Grafen dieses Namens, verschuldete die Grafschaft rapide. Im Jahr 1447 mussten die Grafen deswegen ihren Anteil an Volkach erneut verpfänden. Jeweils ein Drittel ihrer Stadthälfte gelangte in die Hände des Konrad von Limpurg, des Georg von Henneberg und des Konrad von Weinsberg. 1453 wurde dem Würzburger Bischof ein Vorkaufsrecht eingeräumt, das dieser in den Jahren 1479, 1505 und 1510 auch einlöste. Nacheinander waren der limpurgische, der weinsbergische Teil und der Anteil der Henneberger an das Hochstift gegangen.
Volkach war zur Zeit des Lorenz von Bibra vollständig unter der Herrschaft des Bistums. Am 9. Oktober 1514 verzichtete Johann II. von Castell endgültig auf seinen Anteil an der Stadt. Als am 20. Februar 1520 sein Bruder Wolfgang folgte, war Volkach für den Preis von 10248 Gulden würzburgische Amtsstadt geworden, eine Stellung, die der Ort bis ins 19. Jahrhundert innehaben sollte.

## Frühe Neuzeit

### Salbuch und Bauernkrieg (bis 1526)
Eigentlich hatte in Volkach die Neuzeit bereits im Jahr 1504 begonnen. Damals erschien in der Stadt das sogenannte „offene Stadtbuch“, das Volkacher Salbuch, des Niklas Brobst von Effelt. Zusammen mit seinem Sohn Sebastian zeichnete der Notar und Stadtschreiber die Stadtordnung und den Verfahrensweg in der Landstadt auf und kritisierte hierbei den Mangel an Einheitlichkeit, der durch die Herrschaft mehrerer Stadtherren ausgelöst worden war. Als grundlegende Arbeit der fränkischen, frühneuzeitlichen Geschichtsschreibung wurde es ein Standardwerk.
Als 1520 die Stadt dann unter der Herrschaft der Fürstbischöfe vereinigt worden war, ging dies auch mit einer Vereinheitlichung des Rechtsweges in Volkach einher. Zunächst jedoch hatten die neuen Stadtherren mit anderen Problemen zu kämpfen. Durch mehrere Teuerungen war der Unmut der bäuerlichen Bevölkerung in Gewalt umgeschlagen, die auch das Hochstift Würzburg erschütterte. Im Frühjahr 1525 erfasste die Erhebung, die als Deutscher Bauernkrieg in die Geschichte eingehen sollte, die Stadt Volkach.
Die Ackerbürger der Stadt schlossen sich zunächst den Bauernhaufen an, die die fürstbischöfliche Marienburg in Würzburg belagerten. Am 1. Mai 1525 plünderten sie die Hallburg und nahmen ihr Inventar mit nach Volkach. Ähnlich erging es dem Kloster der Vogelsburg, das sich von diesen Zerstörungen nie mehr erholen konnte. Nach den Befestigungen der Umgebung litt als Nächstes die Astheimer Kartause unter den Aufständischen.
Erst im Juni des Jahres 1525 konnte der Bischof die Aufstände niederschlagen. Zunächst verzichtete man auf Bestrafung der Rädelsführer. Im Jahr 1526, als Bischof Konrad von Thüngen in der Stadt die Huldigung der Ämter Hallburg, Prosselsheim und Klingenberg entgegennahm, ließ er jedoch insgesamt sieben Volkacher festnehmen, die er für die Aufstände verantwortlich machte. Zwei von ihnen wurden in Gerolzhofen verurteilt und mit dem Schwert hingerichtet.

### Fürstbischöfliches Amt Volkach (bis 1618)

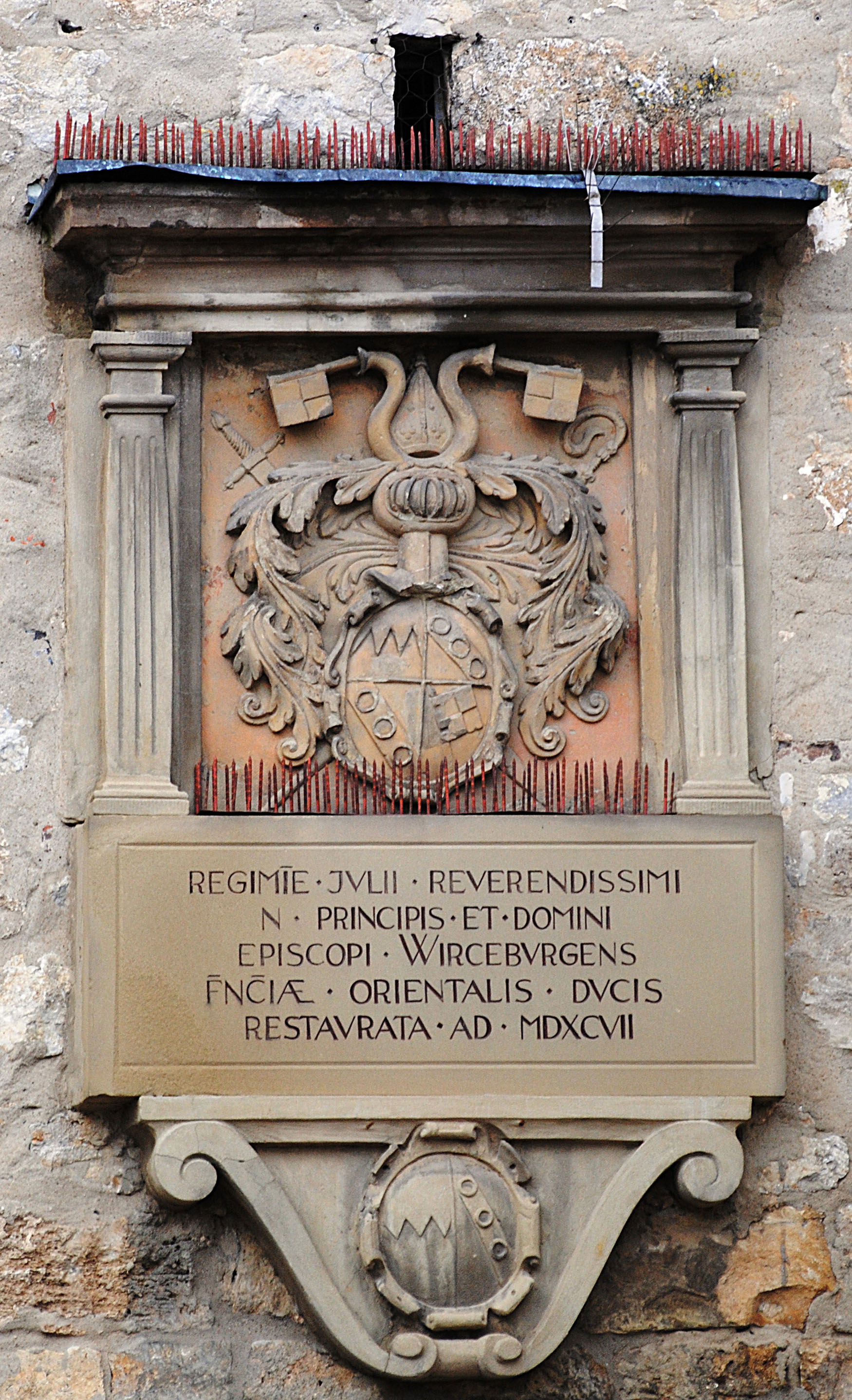
Das Wappen des Bischofs Julius Echter von Mespelbrunn am Oberen Tor

Trotz dieser Aufstände gegen den Stadtherren verlegte man in den nächsten Jahren mehr und mehr Verwaltungselemente nach Volkach. Das fürstbischöfliche Amt Hallburg, nach der Zollburg benannt, wurde im 16. Jahrhundert nach Volkach verlegt. Kurz nach 1540 benannte das Hochstift das Amt auch nach der Stadt. Volkach erhielt einen eigenen Amtskeller und mehrere Beamte. Außerdem wurde der Ort zentraler Huldigungsort für die Ämter der Umgebung. So versicherten die Ämter Prosselsheim und Klingenberg sowie die Dörfer Astheim und Untereisenheim dem Bischof in Volkach ihre Treue.
Im Jahr 1542 wurde das Amt abermals aufgewertet. Das Dorf Obervolkach, seit langem von Volkach getrennt, wurde wieder Teil des Verwaltungsbezirks. Im Jahr 1544 erhielt die Stadt außerdem zusammen mit der Bestätigung des Stadtwappens ein neues Rathaus. Mit der Ernennung des Julius Echter von Mespelbrunn zum Würzburger Bischof wurde im gesamten Hochstift die Gegenreformation forciert. Hierzu ließ der junge Prälat viele heruntergekommene Kirchen in seinem Machtbereich erneuern und die Anhänger des lutherischen Bekenntnisses unterdrücken.
In Volkach, das zu diesem Zeitpunkt keine nennenswerte lutherische Bevölkerung aufwies, ließ sich Julius Echter am 12. Mai 1574 huldigen und machte sich sofort daran, die überkommenen Rechtsordnungen der Stadt zu erneuern. 1575 und 1600 erhielt Volkach neue Halsgerichtsordnungen. Im Jahr 1583 wurde eine neue Bau- und Siebenerordnung für die Vermessung der Grundstücksgrenzen erlassen. Ihr folgte im Jahr 1590 eine Stadtgerichts- und Zollordnung.
Die Stadt erhielt den Bruder des Fürstbischofs, Valentin Echter, als Amtmann. Für den neuen Verwaltungschef wurde ein großes Amtshaus, der sogenannte Echterhof, errichtet, der im Jahr 1605 fertiggestellt werden konnte. Zeitgleich wurde auch an der Stadtbefestigung weiter gebaut. Zwischen 1577 und 1611 besserte man die schadhafte Mauer aus und erbaute die Renaissance-Toranlagen des Sommeracher und des Gaibacher Tors.
Mit dem Beginn des 17. Jahrhunderts häuften sich die Auseinandersetzungen zwischen den beiden Konfessionen. Im Jahr 1605 wurden erstmals Volkacher Bürger für den kriegerischen Ernstfall gemustert. Es folgte ein Dekret, das den Winzern 1610 das Verlassen der Stadt nur mit ihren Waffen erlaubte. Auch die vordringende Pest forderte ihren Tribut: Im Jahr 1611 starben 385 Volkacher an der Krankheit. Mit dem Tod des Bischofs Julius Echter am 16. September 1617 endete eine goldene Zeit für die Stadt.

### Dreißigjähriger Krieg (bis 1648)
Nachdem im Norden Deutschlands der konfessionelle Gegensatz den Dreißigjährigen Krieg ausgelöst hatte, wurde auch in Volkach wiederum die Bevölkerung für den Ernstfall gemustert. Im Jahr 1619 wurden die waffenfähigen Männer der Stadt mit Büchsen ausgestattet. Obwohl die Kriegshandlungen noch nicht Franken erreichten, waren dennoch Ernteausfälle zu beobachten, die ihren Ursprung in der sogenannten Kleinen Eiszeit hatten. Der Weinbau litt besonders unter den verschärften Wetterbedingungen.
Mit dem Jahr 1631 begannen auch in Volkach die Überfälle der kroatischen Hilfstruppen, die Angst und Schrecken unter der Bevölkerung verbreiteten. Am 18. Oktober 1631 fiel die Hauptstadt des Hochstifts, Würzburg, an die Schweden unter ihrem König Gustav II. Adolf. Da in der Landstadt Volkach der Widerstand gegen die Eroberer nur unnötiges Blutvergießen zur Folge gehabt hätte, kapitulierte die Gemeinde einen Tag später vor den Schweden. Die schwedischen Truppen verwüsteten lediglich das Archiv der Stadt.
Schnell etablierten die Eroberer eine neue Verwaltung in Würzburg, die auch Volkach betraf. Für Mainfranken war Feldmarschall Horn verantwortlich, die Bürgermeister der Städte mussten ihren Eid auf den Schwedenkönig leisten. Die Stadt Volkach erhielt den königlichen Amtsschultheiß Max Weiß. Er musste auf die katholischen Beamten der Stadt zurückgreifen und begann gleichzeitig mit einer Bereicherung an den Gütern der Stadt. Insbesondere die Astheimer Kartause wurde von ihm geplündert.
Mit der Besetzung durch die Schweden ging auch die sogenannte „Konterreformation“ einher. Nach Reformation und Gegenreformation sollten die katholisch gebliebenen Gebiete endgültig lutherisch werden. Im Jahr 1632 ist erstmals ein evangelischer Pfarrer auf der Hallburg überliefert. In Volkach selbst konnte Pfarrer Paul Denner bis 1634 katholischen Gottesdienst in der Pfarrkirche abhalten. Erst im Februar 1634 wurde ihm ein evangelischer Seelsorger zur Seite gestellt. Die Bartholomäuskirche war nun für beide Konfessionen geöffnet.
Im Jahr 1633 erfuhr die Region eine weitere verwalterische Neuorganisation. Mainfranken wurde in sogenannte Hauptmannschaften aufgeteilt. Für das Amt Volkach war nun Gerolzhofen zuständig. Im gleichen Jahr entschied der Volkacher Stadtrat auch, das schadhafte Vorwerk des Oberen Tores abzureißen. Die Stadtmauer war den neuen Geschütztypen bereits seit Jahrzehnten nicht mehr gewachsen. Mit der Rückeroberung Würzburgs durch Truppen der Katholischen Liga endete am 14. Oktober 1634 die schwedische Besatzungszeit Volkachs.
Obwohl Volkach nun nicht mehr unter der dauerhaften Besetzung von Truppen zu leiden hatte, ging der Krieg weiter. Im Jahr 1647 musste die Stadt monatlich 180 Reichstaler an die Kriegskasse in Würzburg zahlen, das wieder von Schweden besetzt war. Am 22. April kam der schwedische Quartiermeister nach Volkach und stationierte einen Corporal mit vier Dragonern ein. Im Dezember 1647 kamen bayerische Soldaten nach Mainfranken. Die „Elterrische Kompanie“ wurde in der Stadt einquartiert.
Als im Februar 1648 wiederum schwedische Truppen vor der Stadt standen, verweigerte ihnen der Rat den Einlass. Der schwedische General drohte mit Gewalt und der Stadtrat gab nach. Acht Kompanien rückten daraufhin nach Volkach ein. Im Frühjahr 1648, die Schweden waren weitergezogen, besetzten die Franzosen die Stadt. Wiederum folgten die Schweden den Besatzern im April 1648. Am 24. Oktober 1648 endete der Krieg mit dem Westfälischen Frieden. Bis Dezember dieses Jahres zahlten die Volkacher weiterhin Kriegskontributionen.

### Barocke Ackerbürgerstadt (bis 1803)

Das barocke Schelfenhaus auf einer alten Ansicht

Im Dreißigjährigen Krieg hatte die Stadt einen umfassenden Niedergang erlebt. Durch die immer wieder durchziehenden Truppen waren Seuchen nach Volkach gekommen. Es herrschte eine katastrophale medizinische Versorgungslage, denn in Volkach war kein Arzt oder Apotheker vorhanden, der die Erkrankten behandeln konnte. Erst im Jahr 1668 bewarb sich der Apotheker Hans Jörg Engel um den Posten in der Stadt. Inzwischen nahmen Bader und Krämer die medizinische Grundversorgung in die Hand.
Der Bevölkerungsrückgang machte sich auch in der Stadt selbst bemerkbar. Die Untere Vorstadt vor dem Gaibacher Tor war vollkommen menschenleer, die Häuser verfielen. Auch 1698 waren lediglich drei Häuser bewohnt. Die Bewohner Volkachs begannen allerdings direkt nach dem Krieg mit der Neuorganisation des Zusammenlebens. Erstmals wurden Zunftorganisationen der einzelnen Handwerkszweige in der Stadt erlaubt. Im Jahr 1652 organisierten sich die Bäcker, ihnen folgten 1670 die Sattler nach.
Die Not führte im Jahr 1673 zur Ausweisung der in Volkach lebenden Juden. Sie waren auch in den Jahrhunderten zuvor nur geduldete Bewohner der Stadt und mussten nun als Sündenbock für die Bevölkerung herhalten. Im Zuge der Neuorganisation des städtischen Lebens gründete man in Volkach 1696/1697 ein deutsches Schulhaus hinter dem Rathaus, das die Grundausbildung der männlichen Bevölkerung sicherstellen sollte. Ergänzend hierzu erlebte auch die Lateinschule, bereits im 15. Jahrhundert etabliert, einen Aufschwung.
Zur gleichen Zeit begann auch der Aufstieg einiger reicher Ackerbürgerfamilien, die durch den Weinhandel reich geworden waren. Insbesondere die Familien Schelf und Balbus stellten häufig den Bürgermeister der Stadt und brachten einige Mitglieder hervor, die auch außerhalb der Stadtgrenzen als Notare, Anwälte oder hohe kirchliche Würdenträger wirkten. Ab 1700 suchten diese Ackerbürger ihr neugewonnenes Selbstbewusstsein auch durch Repräsentationsbauten im Stil des Barock nach außen zu tragen.
Den Auftakt zur Barockisierung des Volkacher Stadtbildes machte allerdings 1692 das Weingut des Würzburger Juliusspitals, das in der Hauptstraße 46 entstand. Ihm folgte in den Jahren 1719/1720 das sogenannte Schelfenhaus nach, das zu den augenfälligsten Repräsentationsbauten der Stadt zählt. Neben einigen schlichteren Häusern errichtete man 1730, wiederum an der Hauptstraße, die fürstbischöfliche Amtskellerei.
Im Jahr 1770 erhielt Volkach ein eigenes Korn- und Hafermaß. Gleichzeitig wurde die mittelalterliche Stadtbefestigung endgültig aufgelöst, als man in den alten Gräben Gärten für den Gemüseanbau anlegte. Die Etablierung weiterer städtischer Ämter folgte im Jahr 1796. Ein Stadtpolizist sorgte für Ruhe in Volkach, während ein Stadtphysikus endlich die medizinische Versorgung dauerhaft sicherte. Während der Koalitionskriege kam es zu mehreren Durchzügen durch die Stadt. Mit dem Reichsdeputationshauptschluss des Jahres 1803 wurde das Hochstift Würzburg aufgelöst und Volkach ein Teil Bayerns.

## Moderne

### Bayerisches Landgericht (bis 1848)

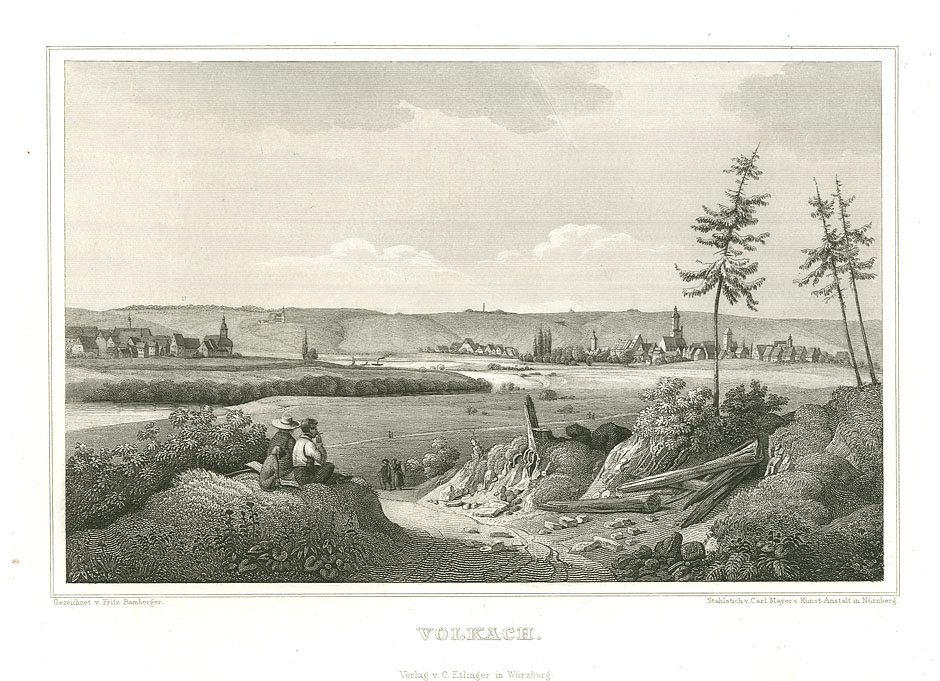
Die Stadt auf einem Stich von 1847

Nachdem Napoleon Bonaparte im Jahr 1802 die linksrheinischen Gebiete, die zu Bayern gehörten, seinem neuen Kaiserreich zugeschlagen hatte, musste er die Verbündeten Bayern irgendwie entschädigen. Dies gelang ihm, indem er die seit dem Mittelalter existierenden geistlichen Territorien säkularisierte und in Kurpfalzbayern eingliederte. Volkach, Teil des alten Hochstifts Würzburg, wurde bayerische Stadt.
Dieser Zustand sollte allerdings nur wenige Jahre andauern, denn 1805 wurde erneut versucht, ein eigenständiges würzburgisches Fürstentum zu errichten. Indessen kam in Volkach zu der politischen Ungewissheit, die mit dieser Neuordnung Europas einherging, eine Brandkatastrophe hinzu. Vom 23. bis zum 29. Juni 1804 loderten die Flammen und zerstörten ein Viertel der mittelalterlichen Altstadt. Maßnahmen wurden ergriffen, die künftige Brände verhindern sollten. Die alte Stadt wurde mit einem neuen Durchgang hinter dem Rathaus, dem sogenannten Weihertor, und im Nordosten, dem Zeilitzheimer Tor, durchlässiger. → siehe auch: Stadtbrand von Volkach 1804
Mit dem Frieden von Preßburg erhielt am 26. Dezember 1805 Ferdinand, Großherzog von Toskana, Würzburg. Er errichtete das Großherzogtum Würzburg, das allerdings nur wenige Jahre Bestand hatte. Nach Absprachen zwischen Österreich und dem jungen bayerischen Königreich verließ Ferdinand 1814 Würzburg. Am 21. Juni 1814 wurde die Stadt und damit ihr Umland endgültig Teil des Königreichs Bayern.
Bereits 1804 begann die Neuorganisation der bayerischen Landstädte. Trotz der Zwischenzeit im Würzburger Großherzogtum erhielt Volkach ein Landgericht und ein Rentamt, beide Verwaltungsinstitutionen entstammten dem hochstiftischen Amt. Das Landgericht Volkach wurde aus den früheren Ämtern Volkach und Dettelbach gebildet und war im Jahr 1814/1815 von 11343 Einwohnern bewohnt. Auch in religiöser Hinsicht wurde Volkach aufgewertet. Seit dem Jahr 1811 war die Stadt bereits Sitz eines katholischen Dekans (Dekanat Volkach).
Trotz dieser zentralen Funktionen, die die Stadt fortan ausfüllte, war die Stadtordnung selbst bedroht. Mit dem bayerischen Gemeindeedikt des Jahres 1818 war Volkach aufgrund seiner Einwohner zur Stadt III. Klasse ernannt worden, die damit verbundenen Stadtämter überforderten Volkach jedoch finanziell. Die Verwaltung stellte mehrfach das Gesuch, in den Rang einer Landgemeinde abgestuft zu werden, was 1836 auch gelang. Erst 1848, nachdem sich die finanzielle Lage verbessert hatte, konnte Volkach zur Stadtverfassung zurückkehren.

### Niedergang des Weinbaus (bis 1914)
Ein weiterer wichtiger Schritt auf dem Weg zum Zentrum der Mainschleife war für Volkach der Postomnibus, der ab 1854 die Stadt ansteuerte. Am 1. Juli 1862 kam es zu einer Umbenennung und Zusammenlegung der Landgerichte. Fortan bestand das neugebildete Bezirksamt Volkach mit seinem Amtsgericht im alten Echterhof aus noch mehr Gemeinden, die zusammen eine Einwohnerzahl von 23234 aufwiesen. Auch in den Einigungskriegen wurde Volkach nicht verschont: Um die Stadt vor den Preußen zu schützen, verbarrikadierten einige Bürger 1866 das Untere Tor. Die Besetzung blieb aus, lediglich bayerische Soldaten zogen auf ihrem Rückzug durch die Stadt.
Mit dem 1. Oktober 1872, kurz nach der Gründung des Deutschen Kaiserreichs, zentralisierte die Regierung in München die Bezirksämter erneut. Fortan war Volkach nicht länger Bezirksamtsstadt, sondern wurde von Gerolzhofen aus mitverwaltet. Dieser Verlust von Verwaltungsinstitutionen setzte sich in den nächsten Jahren fort. Dies konnte auch nicht die vorangetriebene Öffnung der Altstadt ändern. Im Jahr 1875 verlängerte man die Spitalgasse und durchbrach die Mauer für eine Straße in Richtung Obervolkach.
Gleichzeitig begann auch der Niedergang des Weinbaus, der jahrhundertelang das wirtschaftliche Rückgrat der Region gebildet hatte. Besaß Volkach 1832 noch 233 Hektar Rebenfläche, so hatte sich diese bis ins Jahr 1899 auf 120 Hektar verringert. Die Gründe für diesen Zusammenbruch waren vielfältig. Die kleinen Parzellen, die durch die Realteilung entstanden waren und vor allem das Auftreten der Reblaus in Mainfranken ließen die Erträge einbrechen (siehe auch Volkacher Ratsherr).
Die Stadtoberen suchten Auswege aus dieser Situation. Durch Zusammenschlüsse versuchte man den Niedergang aufzuhalten. Im Jahr 1890 wurde der Landwirtschaftliche Verein gegründet, es folgten Experimente mit dem neuen Guano-Dünger, der auch nicht die gewünschten Ergebnisse zeitigte. Daraufhin wurde der Obstbau forciert, durch den es gelang, die Mainschleife auf neue wirtschaftliche Füße zu stellen.
Trotz diesem verwalterischen und wirtschaftlichen Niedergang, hielt auch die Moderne in Volkach Einzug. 1888 wurde eine Kanalisation erbaut, ihr folgte 1896 eine Wasserleitung. Zu Beginn des 20. Jahrhunderts, 1903/1904 wurde ein Gaswerk errichtet. Wichtiger Schritt zur Erschließung neuer Märkte war am 30. August 1892 die Einweihung der Volkacher Brücke über den Main, die nach Jahrhunderten die Stadt fest mit Astheim verband. Zuvor hatte eine Fähre die Orte verbunden.
Mit dem Brückenbau ging wiederum eine leichte Belebung des Handels einher. Nun forcierte der Stadtrat einen Bahnhof und eine Eisenbahnlinie, die in der Stadt Station machen sollte. Am 14. Februar 1909 wurde die sogenannte Mainschleifenbahn fertiggestellt, die Volkach mit dem Bahnhof Seligenstadt (bei Würzburg) verband. Als „Säuferbähnle“, vor allem für den touristischen Ausflugsverkehr genutzt, brachte sie Reisende nach Volkach, die sich an der erhaltenen mittelalterlichen Altstadt und den anderen Sehenswürdigkeiten erfreuten.

### Weltkriege (bis 1945)
Der Beginn des Ersten Weltkriegs wurde auch in Volkach 1914 zunächst gefeiert. Die Umstellung auf die Kriegswirtschaft ging mit einem staatlichen Produktionszwang einher, der einigen Winzer an der Mainschleife sogar ein besseres Einkommen als in den Jahren zuvor bescherte. Der Handel dagegen litt unter dem Krieg. Vor allem in den letzten Kriegsjahren wurde Münzgeld Mangelware, sodass die Stadt gezwungen war Notgeldmünzen für den regionalen Markt zu pressen. Sie wurden mit dem Volkacher Stadtwappen verziert.
Nach dem Krieg und der niedergeschlagenen Revolution in München wurde wiederum eine Neuordnung der Landstädte angeordnet. Mit dem Selbstverwaltungsgesetz des Jahres 1919 hob man den verfassungsrechtlichen Unterschied zwischen Stadt- und Landgemeinde endgültig auf. Die Volkacher Stadträte, fortan in einer freien, gleichen und geheimen Wahl ermittelt, waren die einzigen Vertreter der städtischen Bürgerschaft.
Ein weiterer Niedergang war für die Landwirtschaft während der Weltwirtschaftskrise zu bemerken. Im Jahr 1929 wurde allerdings ein Obstgroßmarkt für die heimischen Produkte in der Stadt ansässig. Im Jahr 1930 folgte eine Funkschau im Gasthaus zum Lamm, die den Interessenten die Vorteile der neuen Technik näherbringen sollte. Die Krise stellte allerdings das Ende für die „Volkacher Zeitung“ dar, die seit 1914 Presseorgan für die Mainschleife gewesen ist. Sie wurde 1935 eingestellt.
Im Jahr 1937 siedelte sich in der Stadt erstmals ein Industriezweig an, der vor allem von der Umstellung der Wirtschaft auf die Rüstungsindustrie durch die Nationalsozialisten profitierte. August Messler errichtete eine Firma, die die von ihm erfundene Basaltwolle herstellen sollte. Volkach war bereits seit November 1930 Treffpunkt der Nationalsozialisten der Umgebung gewesen, 1931 hielt der spätere Gauleiter Otto Hellmuth hier eine Rede.
Zunächst wurde Volkach von den Luftangriffen der Alliierten im Zweiten Weltkrieg verschont, da die Stadt keine kriegswichtige Industrie aufwies. Mit der Ausweitung des Bombenkrieges im Jahr 1944 kam es am 6. Februar 1945 zu einem ersten Tieffliegerangriff auf die Stadt, der insgesamt vier Tote forderte und mehrere Gebäude teilweise schwer beschädigte. Die Angriffe begannen, als ein Markt auf dem Oberen Markt abgehalten wurde.
Kurz vor Kriegsende wurden Teile der 44. Infanterie-Division der Wehrmacht an die Mainschleife verlegt. Sie sollten die Sprengung der Volkacher Mainbrücke vorbereiten, um den Vormarsch der Amerikaner zu stoppen. Die Volkacher versuchten durch Sabotageaktionen die Sprengung aufzuhalten, dennoch wurde am 7. April 1945 die Brücke gesprengt. Am gleichen Tag erreichten die Alliierten Volkach und beschossen die Stadt mit Granaten, weil die Bewohner zunächst keine weißen Flaggen hissten. Erst am Abend übergab der Bürgermeister die Stadt.

### Wiederaufbau und Fremdenverkehr (bis 1972)
Nach dem Zusammenbruch galt die Sorge der Stadtoberen der Wiedererrichtung einer Brücke über den Main, um den Verkehrsanschluss in Richtung Würzburg wieder aufzubauen. Hierzu wurde am 25. September 1945 eine Fährverbindung errichtet, die allerdings nur als Übergangslösung geplant war. Während die Planungen für eine neue Brücke fortgeführt wurden, versuchte man die große Arbeitslosigkeit durch Ausbau des Volkachbachs zu lindern.
Im Jahr 1948 plante der Stadtrat in Volkach eine höhere Schule zu errichten, diese wurde allerdings mit dem Franken-Landschulheim im nahegelegenen Gaibach im Jahr 1949 realisiert. Gleichzeitig entwarf man Pläne, die einige Industriebetriebe in die Stadt bringen sollten. Am 6. März 1949 fand die Einweihung der neuen Mainbrücke statt. Die Behelfsbrücke vom Typ „Roth-Wagner“ wurde vom Würzburger Bischof Julius Döpfner geweiht und durch Staatsminister Willi Ankermüller dem Verkehr übergeben.
Vom wirtschaftlichen Aufschwung, der mit der Währungsreform und der Gründung der Bundesrepublik einherging, versuchte auch Volkach zu profitieren. Hierzu plante Bürgermeister Georg Berz den Weinbau wiederzubeleben. Er sollte als Ziel des Fremdenverkehrs neben die kulturellen und historischen Ausflugsziele treten, die an der Mainschleife zu bewundern waren. Am 27. August 1949 begann das erste Volkacher Weinfest auf dem Festplatz des Hindenburgparks.
Trotz dieses Festes war insbesondere die Wohnungssituation durch die vielen Flüchtlinge des Weltkriegs noch ungeklärt. Der Stadtrat verabschiedete deshalb 1955 einen umfassenden Flächennutzungsplan für Volkach. Neue Siedlungsgebiete im Süden und Osten der alten Stadt wurden errichtet. Gleichzeitig gemeindete man die Gemarkung der Hallburg am 20. September 1955 als ersten Ortsteil nach Volkach ein. Im gleichen Jahr wurde auch der Umgehungskanal Volkach-Gerlachshausen fertiggestellt, fortan war der Main auch für Motorschiffe befahrbar.
Überregionale Aufmerksamkeit erlangte die Stadt im Jahr 1962. Im August dieses Jahres wurde aus der Volkacher Wallfahrtskirche Maria im Weingarten die Figur der Madonna im Rosenkranz von Tilman Riemenschneider und mehrere weitere wertvolle Kunstobjekte entwendet. Der Stern-Herausgeber Henri Nannen lobte daraufhin ein „Lösegeld“ für die Werke aus. Kurz darauf wurden die Stücke wiedergefunden, die Diebe konnten im Jahr 1968 festgenommen werden (Siehe auch Madonnenraub).
In den sechziger Jahren des 20. Jahrhunderts wurde in Volkach ein Werk der Deutschen Star GmbH eröffnet, das den meisten ungelernten Arbeitskräften an der Mainschleife eine Arbeit bot und so die Arbeitslosigkeit entscheidend verringerte. Im Jahr 1972 begann die Gebietsreform auch in der Stadt: Am 1. Januar stießen Astheim und Escherndorf als Stadtteile zur Stadt Volkach, es folgten am 1. Juli Eichfeld und Köhler. Gleichzeitig wurde die größer gewordene Stadt Teil des erweiterten Landkreises Kitzingen.

### Gemeinde und Stadt Volkach (bis heute)

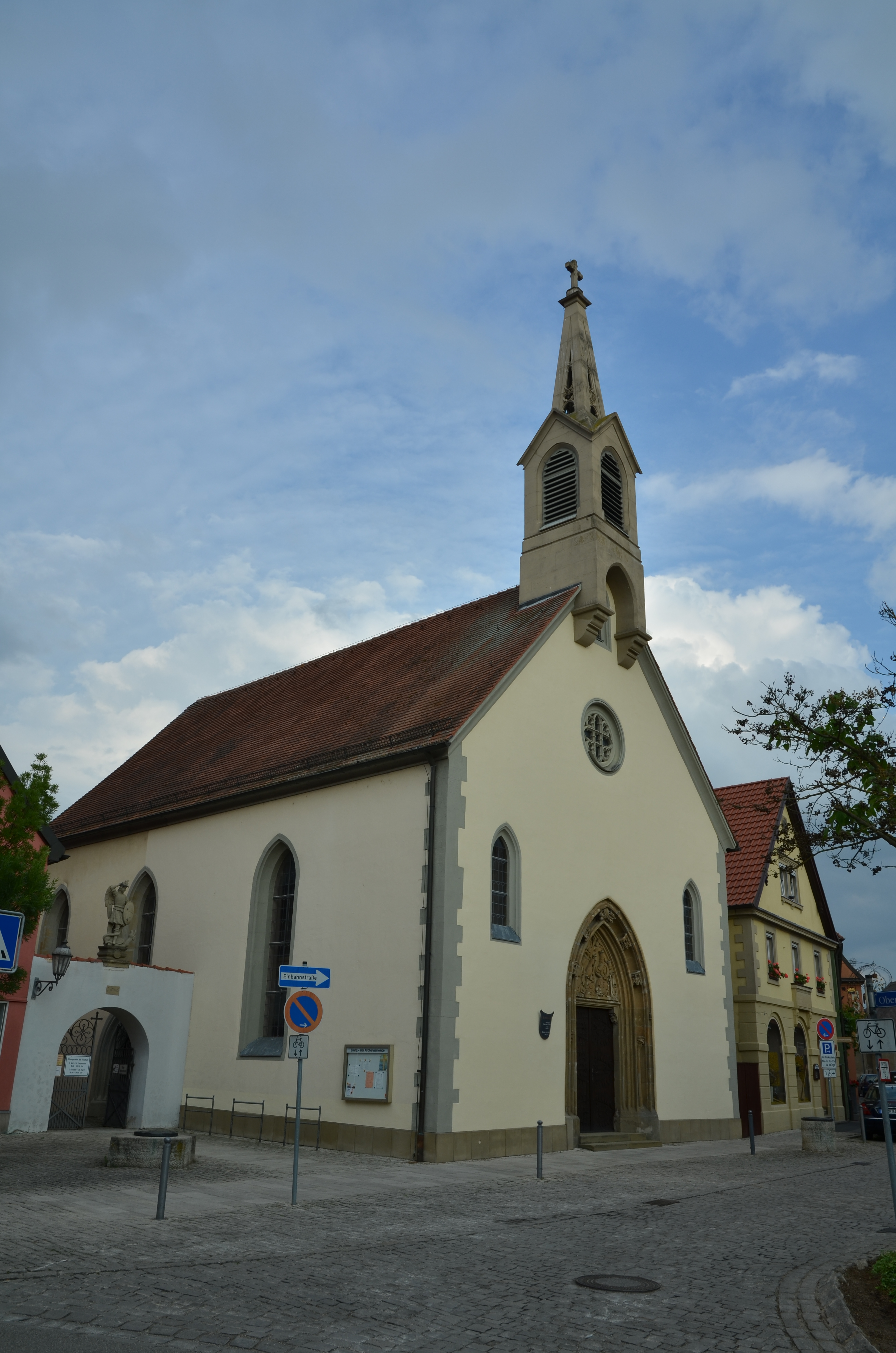
Die Michaelskapelle – evangelische Kirche der Stadt

Die Reihe der Eingemeindungen wurde in den nächsten Jahren weiter fortgesetzt. Krautheim kam am 1. Januar 1977 nach Volkach, es folgte am 1. Juli desselben Jahres Rimbach. Am 1. Oktober 1977 wurde Dimbach Stadtteil. Zum Abschluss kam die Gebietsreform als am 1. Januar 1978 Obervolkach wieder Teil Volkachs wurde, lediglich Gaibach und Fahr am Main folgten am 1. Oktober 1978. Im gleichen Jahr vereinbarten die drei Weinbaugemeinden Sommerach, Nordheim am Main und Volkach die Bildung einer Verwaltungsgemeinschaft, die ihren Sitz in der Stadt haben sollte.
Durch die vielen Flüchtlinge, die Volkach nach dem Zweiten Weltkrieg als neuen Heimatort auserkoren hatten, war die evangelische Gemeinde der Stadt stark angewachsen. Volkach besaß allerdings kein eigenes, evangelisches Gotteshaus und wurde von der Evangelischen Kirche Krautheim aus mitbetreut. Im Laufe der siebziger Jahre begannen deshalb die Planungen, die Friedhofskapelle St. Michael in die neue Kirche umzuwandeln. Im Jahr 1976 kam Volkach zur evangelischen Pfarrei Eichfeld, ein Jahr später konnte die neue Kirche bezogen werden.
Zu Beginn der achtziger Jahre wurde in der Stadt die Ansiedlung eines Bundeswehrbataillons diskutiert. Hierzu entstand im Osten des Stadtgebiets die Mainfranken-Kaserne, die letzte neuerrichtete Kaserne Deutschlands. Im Jahr 1986 bezog das Instandsetzungsbataillon 466 die neuen Gebäude. Das Bataillon wurde durch die Bundeswehrreform im Jahr 2014 aufgelöst und zu einem Teil des Logistikbataillons 467 umgewandelt.
Weitere Neubürger wurden in Volkach begrüßt, als man, ebenfalls in den achtziger Jahren des 20. Jahrhunderts, neue Wohngebiete im Norden der Stadt auswies. Eine der frühesten Siedlungszellen der Stadt, die Wallfahrtskirche auf dem Berg, rückte so näher an die Wohnbebauung heran. Im Jahr 1994 rollte der letzte Zug über die Mainbrücke nach Volkach. Die Deutsche Bahn hatte den Personenverkehr auf der Mainschleifenbahn bereits in den sechziger Jahren eingeschränkt, nun wurde auch der Gütertransport auf die Straße verlegt.